# Arnaud Souquet
Arnaud Souquet, född 12 februari 1992, är en fransk fotbollsspelare som spelar för Chicago Fire.

## Karriär
Den 6 augusti 2019 värvades Souquet av Montpellier. Den 9 januari 2023 värvades Souquet av Major League Soccer-klubben Chicago Fire, där han skrev på ett treårskontrakt.